# Sophia Paleologue
Sophia Paleologue, là một hoàng tộc của Đế quốc Đông La Mã. Bà được biết đến là mẹ
của Vasili III Ivanovich, là bà nội của Ivan IV Lôi đế, trở thành Sa hoàng đầu tiên của Nga.

## Cuộc đời
Bà là con gái của Thomas Palaeologus thành Morea, con trai út của Manuel II Palaiologos và vợ Helena Dragas, gọi hoàng đế cuối cùng của Đông La Mã là Konstantinos XI là bác, và cũng là em gái ruột của  Andreas Palaeologos, người tiếp tục tự xưng là người thừa kế danh hiệu hoàng đế Đông La Mã sau khi kinh đô Constantinopolis sụp đổ.
Để củng cố chính quyền mới theo mô hình của Byzantium, sau khi hoàng hậu đầu tiên là Maria xứ Tver chết năm 1471, Ivan III đã nghe theo gợi ý của Giáo hoàng Phaolô II quyết định kết hôn với bà. Sau khi lấy chồng, hoàng hậu đi theo Chính thống giáo của Ivan III. Hoàng hậu Sophia cũng đã gợi ý đại công làm Quốc huy mang hình con đại bàng hai đầu, giống của Byzantium.

## Hậu duệ
Bà sinh cho Ivan III ba con trai và ba con gái, bao gồm:
1. Dmitry Ivanovich
2. Simeon Ivanovich
3. Andrey Ivanovich
4. Elena Ivanovna
5. Feodosia Ivanovna
6. Eudokia Ivanovna